# Mas Grau (Cabanes)
El Mas Grau és un mas situat al municipi de Cabanes, a la comarca catalana de l'Alt Empordà.
Rosita Ayats i Grau va néixer a Mas Grau. Amb son espòs Antonio Rodríguez han eixamplat els terrenys de conreu del mas fins a trenta-cinc vessanes (±7,65 hectàres). És un dels llocs on s'ha assenyalat el 1999, encara en àrea restringida, la Galinsoga parviflora, espècie invasora d'origen sud-americà.